# Референдумы в Швейцарии (1960)
Референдумы в Швейцарии проходили 29 мая и 4 декабря 1960 года. В мае проходил референдум по временному контролю за ценами, который был одобрен 78% голосов избирателей. В декабре прошёл референдум по экономическим и финансовым мерам в молочной промышленности, который также был одобрен 56% голосов.

## Результаты

### Май: Временный контроль за ценами
| Выбор                                | Общее голосование | Общее голосование | Кантоны | Кантоны | Кантоны |
| Выбор                                | Голосов           | %                 | Полных  | Полу-   | Всего   |
| ------------------------------------ | ----------------- | ----------------- | ------- | ------- | ------- |
| За                                   | 432 219           | 77,5              | 19      | 6       | 22      |
| Против                               | 125 205           | 22,5              | 0       | 0       | 0       |
| Пустых бюллетеней                    | 22 033            | –                 | –       | –       | –       |
| Недействительных бюллетеней          | 1 015             | –                 | –       | –       | –       |
| Всего                                | 580 472           | 100               | 19      | 6       | 22      |
| Зарегистрированных избирателей/ Явка | 1 488 779         | 39,0              | –       | –       | –       |
| Источник: Nohlen & Stöver            |                   |                   |         |         |         |

### Декабрь: Молочная промышленность
| Выбор                                | Голосов   | %    |
| ------------------------------------ | --------- | ---- |
| За                                   | 404 104   | 56,3 |
| Против                               | 310 020   | 43,7 |
| Пустых бюллетеней                    | 31 199    | –    |
| Недействительных бюллетеней          | 2 471     | –    |
| Всего                                | 743 794   | 100  |
| Зарегистрированных избирателей/ Явка | 1 493 734 | 49,8 |
| Источник: Nohlen & Stöver            |           |      |